# Don Lemon

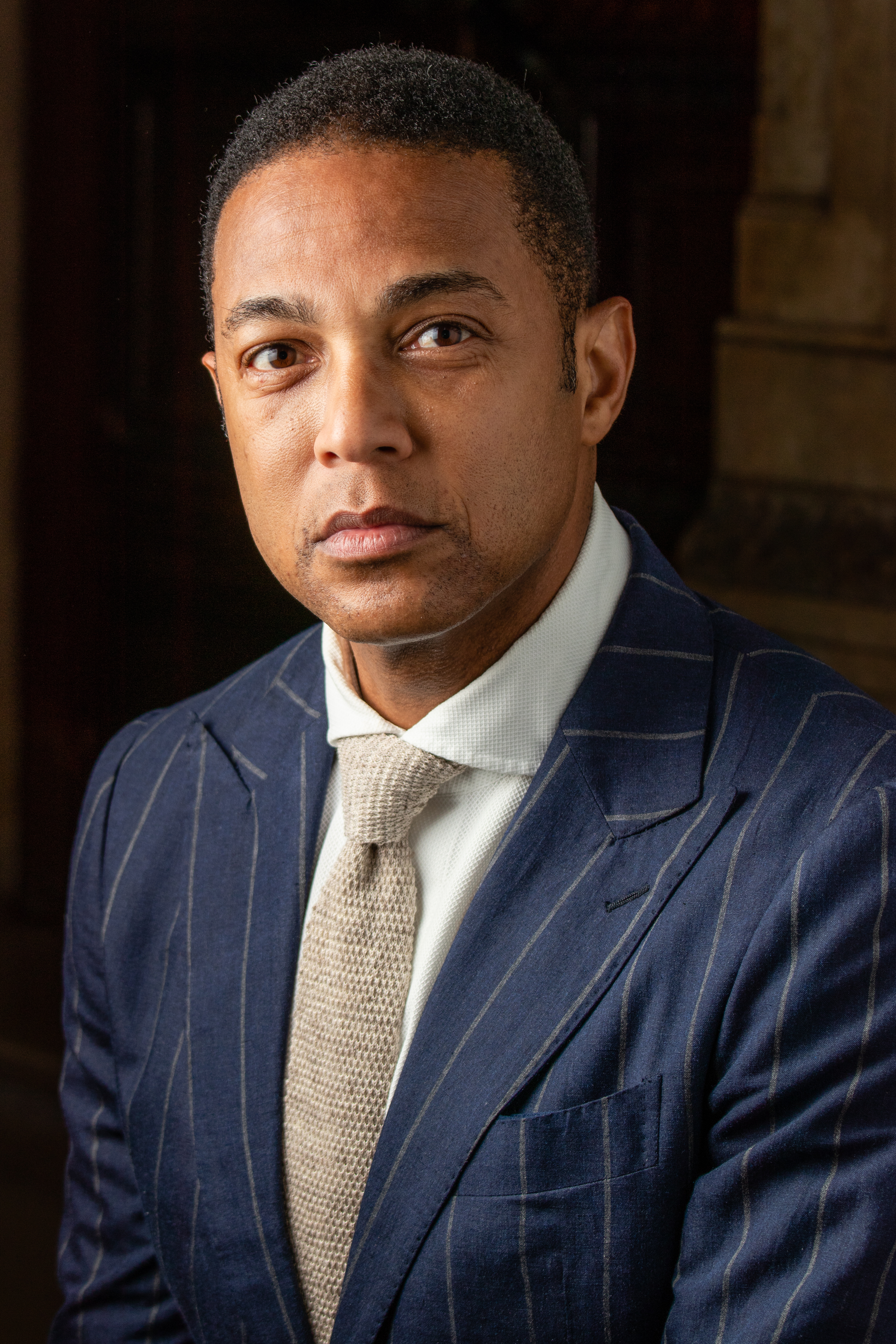
Lemon bij de Pulitzer Prijsuitreiking in 2018

Don Lemon (Baton Rouge (Louisiana), 1 maart 1966) is een Amerikaanse televisiejournalist.
Lemon presenteerde tijdens zijn beginjaren als journalist in het weekend nieuwsprogramma's op lokale televisienetwerken in Alabama en Pennsylvania. Lemon werkte toen als nieuwscorrespondent voor NBC binnen haar programmering, zoals Today en NBC Nightly News, waarna hij in 2006 als correspondent toetrad tot CNN. Later bereikte hij vanaf 2014 een prominente positie als presentator van  CNN Tonight. In 2023 beëindigde CNN het contract van Lemon.
Lemon is onderscheiden met een Edward R. Murrow Award en drie regionale Emmy Awards.

## Afkomst en opleiding
Don Lemon werd in maart 1966 geboren in Baton Rouge in de staat Louisiana. Hij is van Creoolse afkomst. Zijn betovergrootvader was van Franse afkomst met ook Nigeriaans, Kameroens en Congolees bloed. Hij doorliep de Baker High School, een openbare high school in oostelijk Baton Rouge. 
Na zijn studie aan de Louisiana State University behaalde Lemon een bachelorgraad aan het Brooklyn College in Brooklyn, waar hij  "omroepjournalistiek" als hoofdvak koos, in een periode dat hij als nieuwslezer werkte bij WNYW.
Tegelijkertijd werd hij ingehuurd door Fox News en werkte hij verscheidene jaren voor filialen in St. Louis en in Chicago. Om zijn studies te kunnen voltooien werd Lemon correspondent voor NBC-filialen in Philadelphia en Chicago.

## Carrière
Vroeg in zijn loopbaan deed Lemon verslag als weekend anchor voor WBRC in Birmingham (Alabama) en WCAU in Philadelphia. Ook was hij anchor en onderzoeksreporter voor KTVI in St. Louis. Lemon deed verslag voor diverse NBC News-programma's over onderwerpen en gebeurtenissen in New York. Hij begon als verslaggever en anchor voor lokaal nieuws bij het NBC-station WMAQ-TV in Chicago. In deze rol werd hij driemaal onderscheiden met een lokale Emmy.

## CNN
Lemon trad in september 2006 in dienst van CNN. Hij sprak zich in zijn werk voor CNN meerdere keren openlijk kritisch uit over de stijl en de verslaggeving door dit kabelnetwerk. Ook deed hij krasse uitspraken over de manieren waarop de Afro-Amerikaanse gemeenschap zijn leven kan verbeteren. Uitspraken die controverse hebben gewekt. Sinds 2014 presenteert hij CNN's New Year's Eve special vanuit New Orleans.
In oktober 2017 ontving Lemon doodsbedreigingen gelardeerd met racistische scheldwoorden, een incident waarvan hij een gedetailleerd aangifte bij de politie deed. In een vaak herhaald fragment in januari 2018, introduceerde Lemon de uitzending met "Dit is CNN Tonight, Ik ben Don Lemon. De president van de Verenigde Staten is een racist." Zijn uitgesproken kritiek tegenover het kabinet-Trump en het beschuldigen van president Trump van racisme hebben Lemon een doelwit gemaakt van een blanke extremist.
In november 2018 trok hij veel aandacht met de bewering dat de blanke extremisten een grotere bedreiging voor dit land zijn dan immigranten.
Tijdens een omroep-interview met leden van Bishop Eddie Long's congregatie in september 2010, vertelde Lemon seksueel misbruikt te zijn door een buurjongen toen hij vijf of zes jaar oud was, en dat hij dat pas op zijn dertigste aan zijn moeder had verteld.
In zijn boek Transparent kwam Lemon publiekelijk uit de kast dat hij homoseksueel was en met enkele naaste vrienden "een van de weinige openlijk homoseksuele zwarte mannen in de omroepwereld was."  Ook stelde hij in de zwarte gemeenschap aan het seksueel misbruik aan de orde, waaronder hij als kind had geleden.
Op 31 januari 2018 overleed Lemons zuster L'Tanya "Leisa" Lemon Grimes op 58-jarige leeftijd; de politie stelde vast dat haar dood een ongelukkige verdrinkingsdood betrof terwijl ze in een vijver viste. Na circa een week absent te zijn geweest, opende hij zijn show op 6 februari door iedereen te bedanken die hem "gebeden en goede wensen" had doen toekomen ". Hij zei dat conservatieven, als Sean Hannity, tot de eersten behoorden die hem opbelden, hetgeen illustreert hoe ze elkaar respecteren en goede relaties hebben, zelfs al ze het oneens zijn over de thema's.
Eind april 2023 verklaarde Lemon dat CNN onverwachts zijn contract beëindigd heeft.

## Onderscheidingen
Lemon verwierf in zijn loopbaan voor zijn berichtgeving talrijke onderscheidingen.
Een prominte prijs kreeg hij voor de berichtgeving over de Sluipmoorden rond Washington in oktober 2002 kreeg hij de RTNDA Edward R. Murrow Award van de Radio-Television News Directors Association.
In 2017 werd hij door GLAAD met de Davidson/Valentini Award voor de bevordering  van de rechten van de LGBT-gemeenschap onderscheiden.

## Boeken
- Transparent. Farrah Gray Publishing, Inc., (2011)
- This is the fire. Hachette Book Group, (2021)

## Privé
Lemon woont in een appartement in Harlem en heeft nog een huis in Sag Harbor op Long Island. Hij ontmoette in 2017 vastgoedhandelaar Tim Malone. In april 2019 maakten zij hun verloving bekend, en in 2024 zijn ze getrouwd.